# 윤상의 라이브 클럽
윤상의 라이브 클럽은 2000년도에 방송되었던 ITV 경인방송 음악 정보 프로그램이다.